# Paolo Grassi
Paolo Grassi (Milano, 30 ottobre 1919 – Londra, 13 marzo 1981) è stato un impresario teatrale, direttore teatrale, giornalista e dirigente pubblico italiano.

## Biografia
Nacque dal pubblicitario Raimondo Grassi, pugliese di Martina Franca giunto a Milano per occuparsi della pubblicità del quotidiano Il Sole, e da Ines Platesteiner, emiliana di Fiorenzuola d'Arda di origine bavarese. Entrambi i genitori erano frequentatori di teatri d'opera, e il piccolo Paolo assistette più volte a spettacoli scaligeri, in particolare di orchestre dirette da Arturo Toscanini, favorito dal padre.

### L'interesse per l'arte drammatica
Da giovane studente del Regio Liceo Ginnasio Giuseppe Parini, collaborò a numerose riviste giovanili e scoprì un'innata passione per il teatro, che lo portò nel 1937 ad allestire una rappresentazione, Bertoldissimo, di cui curò la regia. Sul finire del 1939, mentre ricopriva l'incarico di vicedirettore critico de Il Sole, fu cooptato da Armando Ravaglioli, responsabile culturale dei GUF di Forlì nella nuova rivista Via consolare. La collaborazione proseguì proficua fino al giugno 1941, quando in pieno conflitto mondiale fu espulso dal GUF "per attività indipendente". Fino a tale momento la diffusione di Via consolare si era costantemente rafforzata tanto che si decise di stamparla direttamente a Milano e fu lo stesso Grassi a trovare la tipografia di via Poerio 13. Con l'inizio della guerra Via Consolare perse gran parte dei propri collaboratori che partirono volontari in guerra e lo stesso Ravaglioli fu inviato presso la Cecchignola a Roma per l'addestramento in artiglieria.
Organizzatore della compagnia teatrale Ninchi-Dori-Tumiati e fondatore del gruppo d'avanguardia Palcoscenico, durante la Seconda guerra mondiale venne chiamato alle armi ma passò dalla parte della Resistenza partigiana, collaborando tra l'altro con il quotidiano socialista Avanti!.
Insieme a Giorgio Guazzotti si occupò della direzione della collana Documenti di teatro, edita da Cappelli.

### La fondazione del Piccolo Teatro
Nel 1947 insieme a Giorgio Strehler e alla futura moglie Nina Vinchi Grassi (1911-2009) fondò il Piccolo Teatro di Milano; nel 1951 fondò invece la scuola di arte drammatica al Palazzo delle Stelline. Dal 1972 al 1977 fu sovrintendente del Teatro alla Scala, mentre dal 1977 al 1980 fu presidente della Rai. In seguito diresse la casa editrice Electa.

### Morte
Grassi morì prematuramente nel 1981, a Londra, a seguito di un fallito intervento chirurgico al cuore.
Tumulato al Cimitero monumentale di Milano, nel Civico Mausoleo Palanti, fu poi traslato nella Cripta del Famedio, dove lo raggiungeranno le ceneri della moglie.
A lui è intitolata la Civica Scuola di Teatro Paolo Grassi di Milano.